# Alicia Markova
Alicia Markova, DBE nata Lilian Alicia Marks (Londra, 1º dicembre 1910 – Bath, 2 dicembre 2004), è stata una ballerina, coreografa, direttrice artistica ed insegnante di balletto classico britannica.
Fu conosciuta in particolare per la sua carriera con i Ballets Russes di Sergej Djagilev ed essendo costantemente impegnata in tour a livello internazionale, è stata largamente considerata come una delle più grandi ballerine di balletto classico del XX secolo. È stata la prima ballerina inglese a diventare la prima ballerina di una compagnia di balletto e, con Dame Margot Fonteyn, è una delle due sole ballerine inglesi ad essere riconosciuta come Prima ballerina assoluta. La Markova fu una delle fondatrici della Rambert Dance Company, The Royal Ballet e l'American Ballet Theatre ed è stata cofondatrice e direttrice dell'English National Ballet.

## Biografia

### Primi anni
La Markova era nata Lilian Alicia Marks il 1º dicembre 1910. Il padre, Alfred, era ebreo di nascita; sua madre, Eileen, convertita all'ebraismo. La famiglia viveva in un trilocale in Finsbury Park.
La Markova cominciò a danzare su consiglio del medico per rafforzare le sue membra deboli. Fece il suo debutto sul palcoscenico all'età di dieci anni, nel ruolo di Salomè nella pantomima di Dick Whittington e il Suo Gatto, per il quale era stata annunciata come la Piccola Alicia, la Pavlova bambina. Ha iniziato a studiare danza classica con la principessa Serafina Astafieva, una ballerina russa che viveva a Londra. La Astafieva era una ballerina in pensione dei Ballets Russes, una rinomata compagnia di danza fondata dall'impresario Sergei Djagilev. Astafieva istituì l'Accademia di Danza russa alla Pheasantry, King's Road, Chelsea, e fu la responsabile dell'insegnamento per una serie di ballerini britannici di rilievo tra cui Margot Fonteyn e Anton Dolin. Una targa blu ora segna il sito del suo ex studio.

### Djagilev e i Ballets Russes

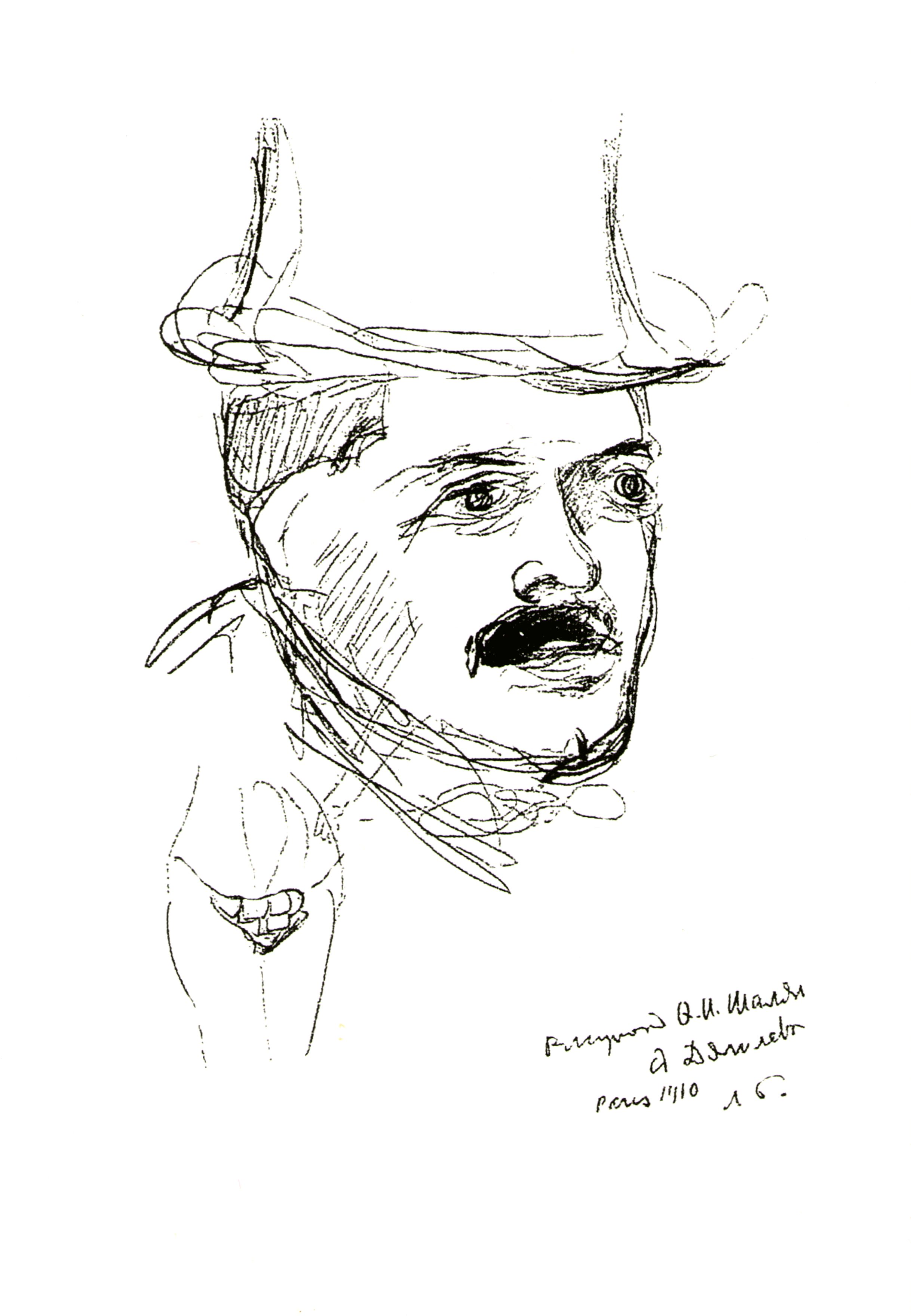
Sergej Djagilev disegno di Fëodor Šaljapin

All'età di 13 anni la Markova fu osservata in classe da Sergej Djagilev, che era in visita a Londra alla ricerca di nuovi talenti per la sua compagnia di balletto. Egli la invitò a unirsi alla sua compagnia dei Ballets Russes, che in quel periodo erano appoggiati al teatro di Monte Carlo, cosa che lei fece nel 1925, un mese dopo il suo 14º compleanno. Per via della sua età, interpretò una serie di ruoli che erano stati coreografati appositamente per lei, esibendosi anche in un variegato repertorio di balletti sia nuovi che molto noti. Accanto ai molti ballerini di rilievo, in questo periodo incontrò un certo numero di figure di spicco del XX secolo che creavano lavori per la compagnia, tra questi Pablo Picasso, Henri Matisse, Igor' Stravinskij, Sergej Prokof'ev, Léonide Massine, George Balanchine e Bronislava Nižinskaja.

### Dopo Djagilev
Dopo la morte di Djagilev nel 1929, Markova ritornò in Inghilterra, dove divenne la ballerina principale del The Ballet Club, una società fondata da Dame Marie Rambert. Durante questo periodo, era particolarmente nota per l'esecuzione di opere di Frederick Ashton, che all'epoca era ancora sconosciuto, ma in seguito sarebbe diventato uno dei coreografi più celebri della Gran Bretagna. Il Ballet Club si trovò ad essere la prima compagnia di danza professionale nel Regno Unito, per poi diventare noto come il Ballet Rambert. Ora conosciuto come la Rambert Dance Company, rimane la più antica compagnia di danza con sede nel Regno Unito.
Nel 1931, Ninette de Valois fondò il Vic-Wells Ballet nei locali del teatro Teatro Sadler's Wells di Londra. Un ex collega di società di Diaghilev, invitò la Markova a far parte della società come una delle sue ballerine fondatrici, che lei ha fatto, formando una famosa partnership con Anton Dolin. La De Valois ingaggiò Frederick Ashton, che divenne il coreografo residente e in seguito direttore artistico della compagnia. Nel 1933 la de Valois nominò la Markova Prima Ballerina della compagnia, che è ora internazionalmente conosciuta come The Royal Ballet.
È stato dopo aver visto l'esecuzione della Camargo Society di Giselle con Olga Spessivtseva e Dolin nel 1932 che la Markova capì per la prima volta le possibilità del balletto, fino ad allora trascurato. Nel tempo divenne la sua attività più preziosa e quella le cui possibilità espressive continuò a sviluppare nel corso della sua carriera. La sua prima esibizione avvenne il giorno di Capodanno 1934 al Vic.
Nel 1935 la Markova e Dolin lasciarono il balletto Vic-Wells per formare la propria compagnia itinerante nota come la Markova-Dolin Company. La compagnia andò in tournée per due stagioni e nel 1936 il principe Serge Wolkonsky entrò nella compagnia in qualità di maestro di ballo. Più tardi, nel 1938 la Markova si unì ai Ballet Russe de Monte Carlo, girando il mondo come ballerina, star della compagnia. La compagnia fu la prima andare in tour con il balletto in tutti gli Stati Uniti portando quella forma d'arte ad un pubblico che non aveva mai visto prima il balletto. Durante questo periodo lei fu un personaggio chiave nella formazione dell'American Ballett Theatre, danzando con la compagnia durante i suoi primi anni.
La Markova apparve in balletti di tutto il mondo, ma viene ricordata soprattutto per la sua Giselle così come per La morte del cigno e Les Sylphides. Durante la seconda guerra mondiale ricreò Les Ballets Russes negli Stati Uniti ed apparve come ballerina con Dolin nel film di Hollywood, Una canzone per Miss Julie.

### English National Ballet

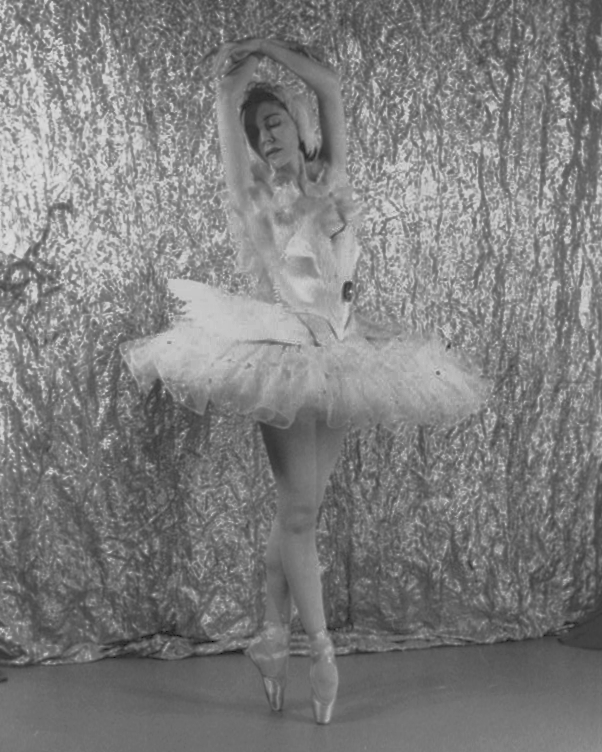
Alicia Markova, The Dying Swan

Nel 1950, la Markova e Dolin divennero i cofondatori del Festival Ballet, una compagnia costituita per celebrare l'imminente Festival di Gran Bretagna e sostenuta dall'uomo d'affari polacco Julian Brunsweg. Dolin doveva essere il primo direttore artistico della compagnia, con la Markova come Prima Ballerina. La compagnia fu costituita per portare in tour il balletto a spettatori che altrimenti non avrebbero potuto sperimentare l'esperienza del balletto e continuò a girare ampiamente anche in locali meno convenzionali, sia nel Regno Unito che a livello internazionale. Inoltre organizzò una serie di programmi educativi progettati per rendere il balletto accessibile a nuove fasce di pubblico. Rimase prima ballerina fino al 1952, dopo di che continuò ad apparire regolarmente come danzatrice ospite fino al suo ritiro dalla danza professionale.
Nel 1960 collaborò con il ballerino classico indiano Ram Gopal per creare il duetto "Radha-Krishna" basato sulla mitologia Indù, in cui lei ballava come Radha mentre lui ballava come Krishna. Oggi la loro collaborazione viene ricordata alla National Portrait Gallery di Londra dove il suo busto in bronzo si trova accanto al suo ritratto. Nel 1989 il Festival Ballet fu rinominato English National Ballet in modo da riflettere il ruolo della compagnia come unica compagnia di danza classica della Gran Bretagna, dedicata ai tour con i balletti a livello nazionale ad un prezzo accessibile per il pubblico.

### Ritiro dalle scene

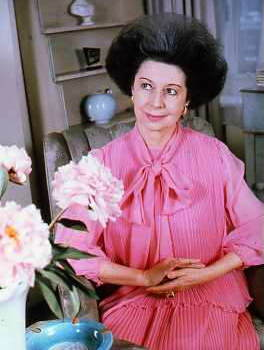
Foto della Markova presa da Allan Warren

La Markova si ritirò dalla danza professionale nel gennaio 1963, all'età di 52 anni. Dopo il suo ritiro, continuò a svolgere un ruolo attivo nel settore della danza e del teatro come insegnante, direttrice e coreografa. È stata la responsabile della messa in scena di una serie di balletti che aveva interpretato con i Ballets Russes, allenando anche i ballerini per ruoli che lei aveva creato per coreografi come Sir Frederick Ashton.
Come insegnante ha presentato corsi di perfezionamento televisivi ed è stata anche nominata Professore di Danza Classica e dello Spettacolo presso l'Università di Cincinnati. Nei suoi ultimi anni, continuò a essere un membro regolare del corpo docente per i corsi di danza residenziali, come gli Yorkshire Ballet Seminars e gli Abingdon Ballet Seminars e fu anche Presidente e insegnante ospite regolare presso la Arts Educational Schools a Londra e Tring. Era anche direttrice ed insegnante ospite regolare presso la Royal Ballet School.

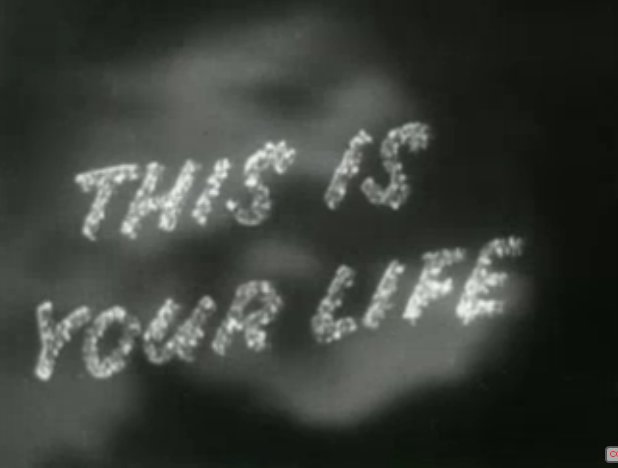
Sigla del programma This is your life

È stata "vittima" di This Is Your Life in due occasioni, nel gennaio 1960, quando fu sorpresa da Eamonn Andrews alla Royal Festival Hall, e nel mese di ottobre 1995, quando Michael Aspel la sorprese a Londra, alla Royal Opera House. La Markova era Patron / Presidente di numerose organizzazioni di danza, tra cui presidente della English National Ballet, Governatore del Royal Ballet e vice presidente della Royal Academy of Dance.

### Morte
Qualche tempo dopo aver subito un ictus, la Markova è morta, il 2 dicembre 2004 in un ospedale di Bath, un giorno dopo il suo 94º compleanno. Non si è mai sposata. Un servizio funebre si è tenuto al Crematorium di Bath Haycombe. Un servizio commemorativo di ringraziamento per la sua vita e il suo lavoro fu tenuto presso l'Abbazia di Westminster l'8 marzo 2005.
Come parte del servizio, i ballerini della compagnia English National Ballet eseguirono parti dei balletti Giselle (Daria Klimentová, Dmitri Gruzdyev, Erina Takahashi, Arionel Vargas) e Les Sylphides (Agnes Oakes e Simone Clarke).

## Premi, titoli e onorificenze
- 1957 - Premio Dance Magazine
- 1957 - Premio Donna dell'Anno (American Women's Organisation)
- 1958 - CBE, Commendatore dell'Ordine dell'Impero Britannico
- 1963 - DBE, Dama Commendatore dell'Ordine dell'Impero Britannico
- 1963 - Regina Elisabetta II Coronation Award, Royal Academy of Dance
- 1966 - DMus, Dottorato Onorario di Musica, Leicester University
- 1982 - MusD, Dottorato Onorario di Musica, University of East Anglia
- 1994 - Premio Speciale London Evening Standard
- 2000 - Premio d'Argento Cecchetti, Imperial Society of Teachers of Dancing
- 2001 - DUniv, Dottore Onorario dell'Università, Università del Middlesex

## Posizioni ricoperte
- Cofondatrice e Presidente, English National Ballet
- Direttrice, The Royal Ballet
- Vice Presidente, Royal Academy of Dance
- Presidente, The London Ballet Circle
- Patron, The Academy of Indian Dance
- Presidente, All England Dance Association
- Presidente, The Arts Educational Schools
- Presidente, British Ballet Organization

- Professore di Balletto e Arti figurative, College-Conservatory of Music, Università di Cincinnati
- Patron, Friends of Northern Ballet Theatre
- Patron, Abingdon Ballet Seminars
- Presidente onorario, ANCEC (Associazione Nationale Coreutica Enrico Cecchetti)
- Patron, Critics' Circle National Dance Awards
- Direttore, Metropolitan Opera Ballet 1963-69